# جچیننه
جچیننه (به لهستانی:  Dziecinne) یک روستا در لهستان است که در گمینا بوتشکی واقع شده‌است.